# Родименія
Родименія (Rhodymenia) — рід червоних водоростей, кілька видів якого, особливо Rhodymenia palmata, вживаються у їжу. Для Родименій характерний псевдопаренхіматозний багатовісний талом пластинчастої форми, з порожниною всередині. Тетраспорангії тетраедричні. Ініціальна клітина, з якої починається розвиток жіночих статевих органів, дає початок двом ниткам — триклітинній карпогоніальній, та двоклітинній ауксилярній, з ауксилярною клітиною на верхівці — ця система називається прокарпій. Вегетативні клітини, що розташовані поруч із прокарпієм, під час розвитку гонімобластів розростаються, і утворюють асиміляційний та трофічний покрив цистокарпію. У процесі дозрівання карпоспор цистокаріпії збільшуються у розмірі, і на таломах гаметофітів утворюють сферичні пухирці. Водорість збирають як супутній продукт при промислі морської капусти.

## Види
- Rhodymenia arborescens E.Y.Dawson
- Rhodymenia ardissonei (Kuntze) Feldmann
- Rhodymenia caespitosa P.J.L.Dangeard
- Rhodymenia californica Kylin
- Rhodymenia callophylloides Hollenberg & I.A.Abbott
- Rhodymenia capensis J.Agardh
- Rhodymenia caulescens (Kützing) A.J.K.Millar
- Rhodymenia ciliata var. ligulata Reinsch
- Rhodymenia cinnabarina J.Agardh
- Rhodymenia coacta Okamura & Segawa
- Rhodymenia coccocarpa (Montagne) M.J.Wynne
- Rhodymenia coespitosella L'Hardy-Halos
- Rhodymenia corallicola Ardissone
- Rhodymenia corallina (Bory de Saint-Vincent) Greville
- Rhodymenia crozetii Levring
- Rhodymenia dawsonii Taylor
- Rhodymenia decumbens W.R.Taylor
- Rhodymenia delicatula P.J.L.Dangeard
- Rhodymenia dichotoma J.D.Hooker & Harvey
- Rhodymenia dissecta Børgesen
- Rhodymenia divaricata E.Y.Dawson
- Rhodymenia erythraea Zanardini
- Rhodymenia eyreana Papenfuss
- Rhodymenia flabellifolia (Bory de Saint-Vincent) Montagne
- Rhodymenia hainanensis B.-M.Xia & Y.-Q.Zhang
- Rhodymenia hancockii E.Y.Dawson
- Rhodymenia holmesii Ardissone
- Rhodymenia howeana E.Y.Dawson
- Rhodymenia indica Web.v.Bosse
- Rhodymenia intricata (Okamura) Okamura
- Rhodymenia javanica Sonder
- Rhodymenia leptofaucheoides P.Huvé & H.Huvé
- Rhodymenia leptophylla J.Agardh
- Rhodymenia leptophylla f. minima Weber-van Bosse
- Rhodymenia ligulata Zanardini
- Rhodymenia linearis J.Agardh
- Rhodymenia liniformis Okamura
- Rhodymenia lobata E.Y.Dawson
- Rhodymenia multidigitata E.Y.Dawson, Acleto & Foldvik
- Rhodymenia natalensis Kylin
- Rhodymenia novaehollandica G.W.Saunders
- Rhodymenia novazelandica E.Y.Dawson
- Rhodymenia obtusa (Greville) Womersley
- Rhodymenia pacifica Kylin
- Rhodymenia palmetta var. bifida
- Rhodymenia palmetta var. acutifolia Kützing
- Rhodymenia palmetta f. filiformis Kützing
- Rhodymenia palmetta var. flabelliformis
- Rhodymenia palmetta var. divaricata
- Rhodymenia palmetta var. crassiuscula
- Rhodymenia palmipedata Dawson & Neushel
- Rhodymenia peruviana J.Agardh
- Rhodymenia phylloïdes L'Hardy-Halos
- Rhodymenia prolificans Zanardini
- Rhodymenia prostrata T.Tanaka
- Rhodymenia pseudopalmata (J.V.Lamouroux) P.C.Silva
- Rhodymenia pseudopalmata var. fuscopurpurea (P.J.L.Dangeard) S.Benhissoune, C.-F.Boudouresque, M.Perret-Boudouresque, & M.Verlaque
- Rhodymenia rhizoidifera Weber-van Bosse
- Rhodymenia schmittii W.R.Taylor
- Rhodymenia setchellii Weber-van Bosse
- Rhodymenia skottsbergii E.Y.Dawson
- Rhodymenia stenoglossa J.Agardh
- Rhodymenia sympodiophyllum E.Y.Dawson & Neushul
- Rhodymenia variolosa J.D.Hooker & Harvey
- Rhodymenia wilsonis (Sonder) G.W.Saunders